# Chiflón del Diablo
El Chiflón del Diablo es una de las minas de carbón chilenas más antiguas de las ubicadas en la comuna de Lota, Provincia de Concepción, Región del Biobío. La mina se sitúa específicamente en el sector El Morro, antes del Pique Carlos, llamado así por Carlos Cousiño. La mina funcionó entre 1884 y la década de 1970, significando en el siglo XIX y principios del siglo XX un importante foco económico para las empresas mineras.
Las críticas condiciones de trabajo que vivían en ella los mineros de Lota fueron inmortalizadas en el libro de 1904 Subterra, del escritor chileno Baldomero Lillo, y que en 2003 sería representada en la pantalla grande en la película del mismo nombre, dirigida por Marcelo Ferrari y protagonizada por Francisco Reyes y Paulina Gálvez.
El 6 de octubre de 2009, la mina fue declarada Monumento Nacional de Chile, bajo la categoría de Monumento Histórico. Luego del cierre de la mina para su explotación, ésta comenzó a repensarse como foco turístico de la zona, instaurándola como un museo donde se realizan visitas guiadas por exmineros desde 1998. Desde el 16 de enero de 2012, pertenece al Circuito Turístico y Patrimonial «Lota Sorprendente», que también incluye al Parque Isidora Cousiño, el Museo Histórico del Carbón y el Pueblito Minero del siglo XIX.
Se pueden agendar recorridos turísticos a la mina y sus inmediaciones, desde la página web habilitada para ello.

## Historia

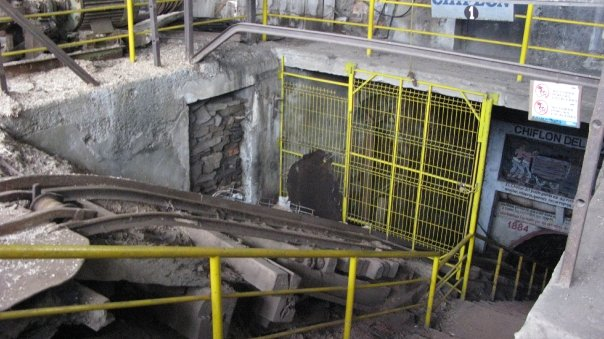
Entrada por uno de los dos «chiflones».

La mina fue habilitada en 1857, y en sus momentos de mayor producción alcanzó las 250 toneladas diarias de extracción, gracias al trabajo de 1500 mineros.
Luego que la producción de carbón decayera en la zona de Lota durante la década de 1990, la mina fue cerrada para su extracción.
Durante el terremoto del 27 de febrero de 2010, tanto el ingreso de la mina como el museo sufrieron graves daños, sin embargo, las galerías subterráneas resistieron bien el sismo.

## Geología
La mina posee 850 metros de profundidad, y se interna por debajo del Océano Pacífico. Su inclinación y particulares características le permiten ser una de las pocas con ventilación natural. A esta corriente de aire se debe la palabra «chiflón» de su nombre, que fue llamada así por los mismos mineros que trabajaron en ella. La mina posee dos ingresos o chiflones, a través de los cuales luego se debe seguir descendiendo verticalmente por medio de ascensores mecánicos.

## En la literatura y el cine

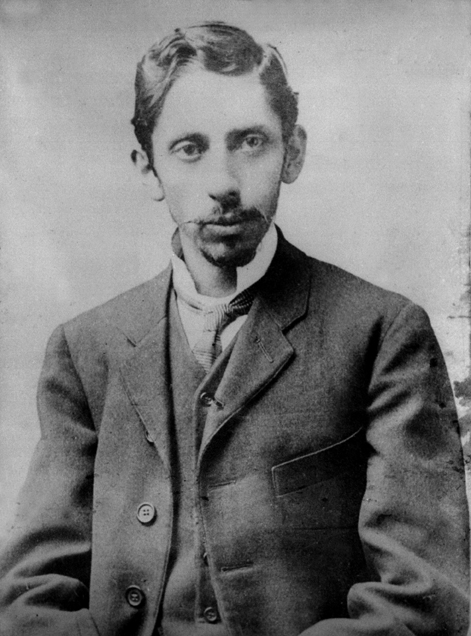
Baldomero Lillo (1867-1923), afamado escritor chileno, autor de Subterra.

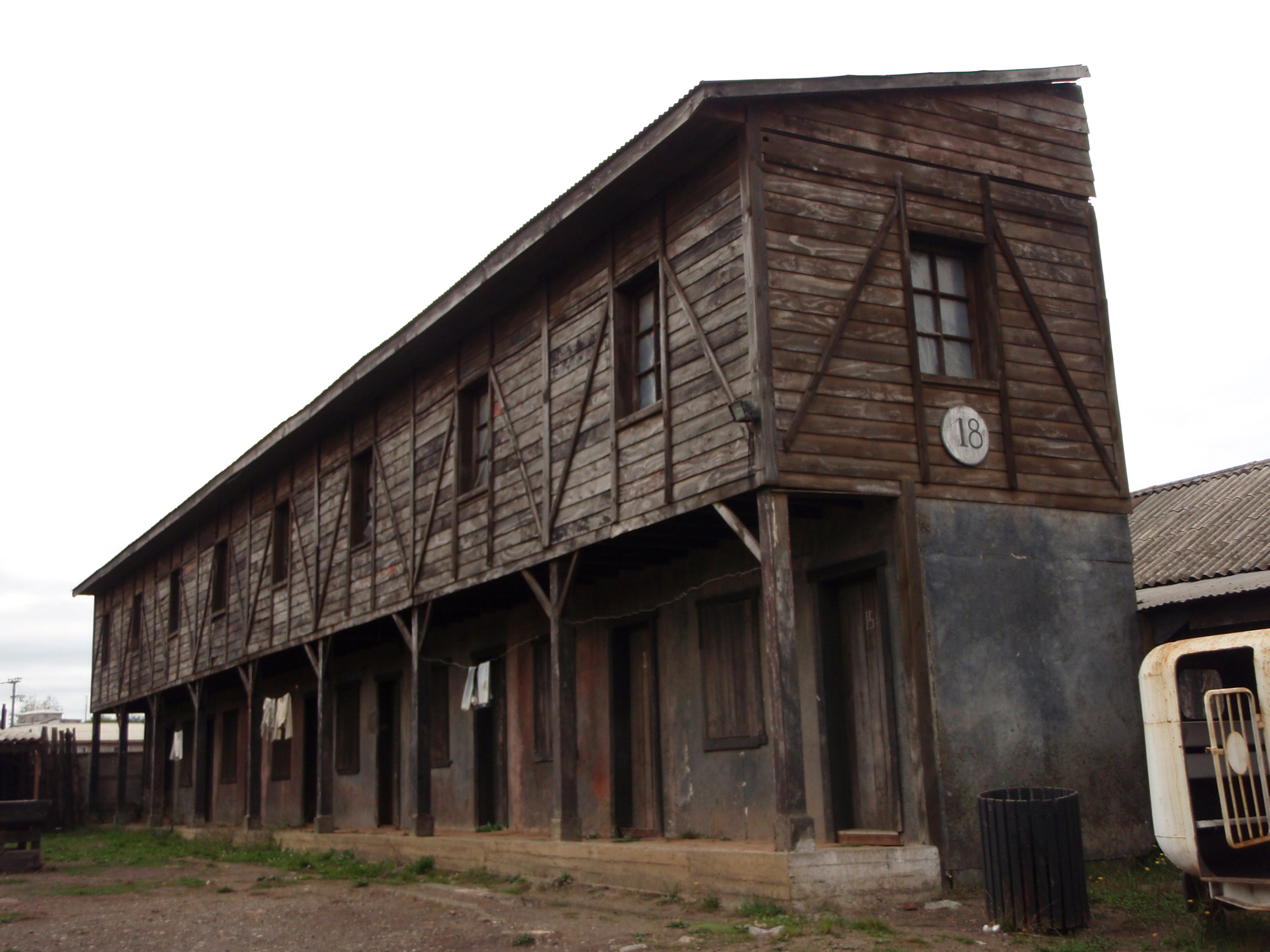
Escenografía que emula uno de los pabellones de Lota, construido para la grabación de la película Subterra.

Esta mina inspiró el nombre de uno de los cuentos del libro Subterra, publicado el 12 de julio de 1904 y escrito por el destacado cuentista lotino Baldomero Lillo.
En ese cuento, Lillo escribió:

«La galería del Chiflón del Diablo tenía una siniestra fama. Abierta para dar salida al mineral de un filón recién descubierto, se había en un principio ejecutado los trabajos con el esmero requerido. Pero a medida que se ahondaba en la roca, ésta se tornaba porosa e inconsistente. Las filtraciones un tanto escasas al empezar habían ido en aumento, haciendo muy precaria la estabilidad de la techumbre que sólo se sostenía mediante sólidos revestimientos. Una vez terminada la obra, como la inmensa cantidad de maderas que había que emplear en los apuntalamientos aumentaba el costo del mineral de un modo considerable, se fue descuidando poco a poco esta parte esencialísima del trabajo. Se revestía siempre, sí, pero con flojedad, economizando todo lo que se podía.»
Baldomero Lillo, Subterra, cuento «El Chiflón del Diablo».

Casi un siglo después, apareció la película Subterra, dirigida por Marcelo Ferrari y protagonizada por Francisco Reyes y Paulina Gálvez. Para su producción se construyó un set al costado del ingreso a la mina, que reproducía un pabellón de viviendas para mineros de la época, del tipo que aún se pueden apreciar en la ciudad, como en el Pabellón 83.

## Creencia mítica
De generación en generación se han comentado distintas historias en cuanto al nombre de la mina "Diablo" y gracias a la literatura de Baldomero Lillo permite conocer en profundidad estas historias.
El Diablo es un personaje recurrente en historias de mineros, ya que se cree que éste habitaba bajo la mina y por eso se habla de haber visto al diablo en las galerías con características de animal: pezuñas en los pies, brazos gruesos y peludos, cola larga, ojos blancos, o alguna semejanza con un perro negro, o un toro negro; incluso, según se cuenta, podía verse como un gran hombre de piel negra.
También, se comenta que el Diablo creaba accidentes dentro de la mina, como lo es un derrumbe, que mutiló una de las dos piernas de un minero; pierna que quedó bajo la mina, nunca más fue encontrada. Con los años, se corrió la voz de que esta pierna penaba bajo la mina y que los días festivos y domingos, la pierna bailaba. Así lo plantea un ex minero: "Por fin me echaron de trabajar al Chiflón del Diablo, porque s veían cosas raras. Alguien alumbraba, donde no había nadie. Se escuchaban movimientos de carros, la gente le tenía terror. Hubo muchos accidentes en ese lugar." 
En cuanto a las creencias populares, se creía que algunos ingenieros extranjeros tenían un pacto con el diablo o eran su reencarnación, por el trato que les daban a los mineros bajo la mina. Muchos decían que la familia Cousiño tenía un pacto con el diablo, por tener tanto dinero y tantos bienes materiales.

## Turismo

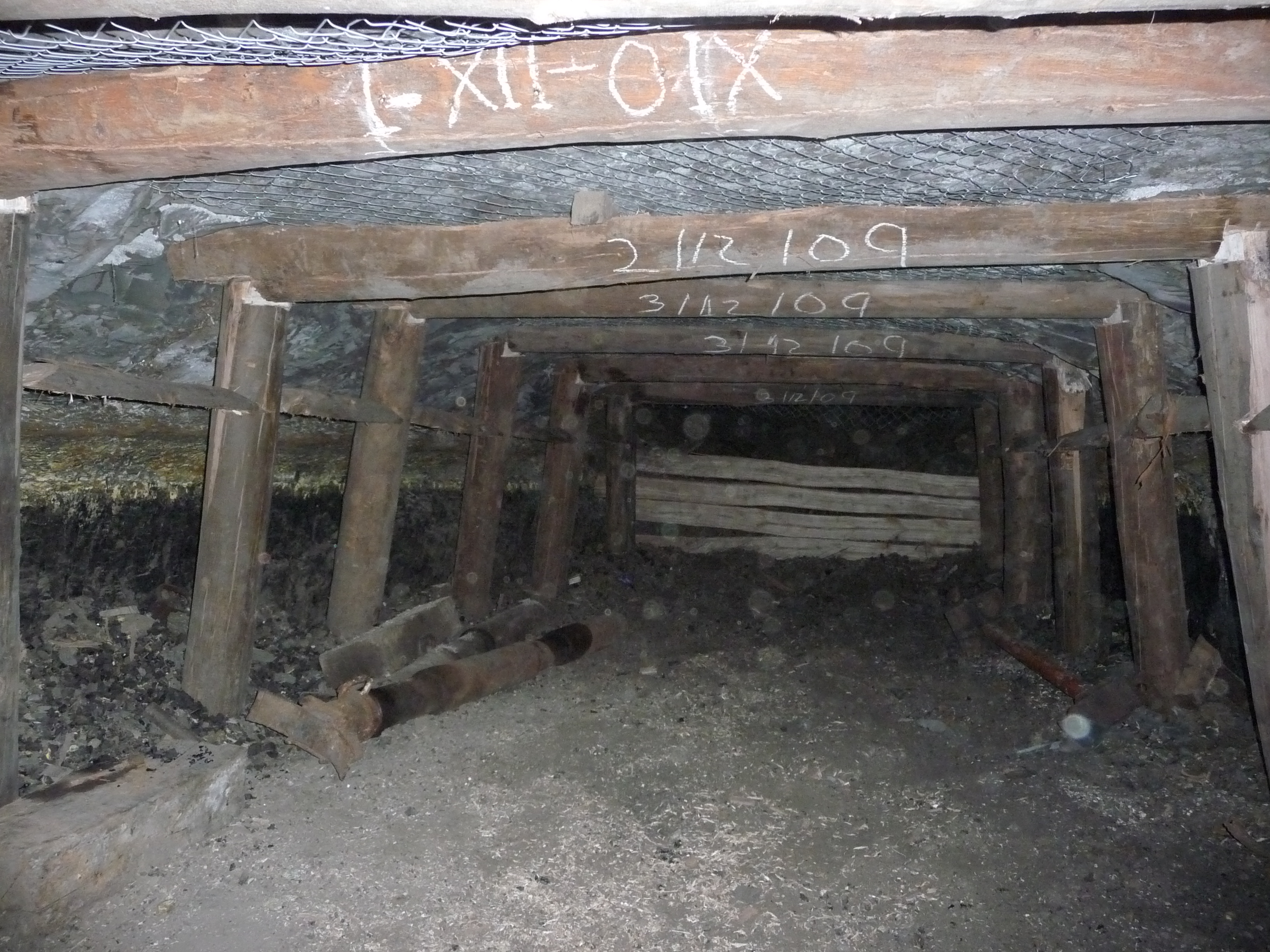
Interior del Chiflón del Diablo.

Luego del cierre del Chiflón del Diablo, Lota inició un programa de rescate patrimonial, dentro del cual habilitó circuitos turísticos a través de la mina, guiados por antiguos mineros de Lota. Así, repitiendo el mismo descenso de los mineros originales (y asegurados con sus mismos elementos de seguridad: casco, cinturón minero y lámpara), uno puede internarse varios metros por debajo del Océano. Asimismo, existe actualmente un museo minero, que contiene herramientas antiguas y modernas usadas por los mineros, e imágenes de la actividad minera en Lota.
Alrededor de la entrada de la mina también se sitúa la escenografía que se construyó para la película Subterra en 2003, que se dejó intacta y que contiene pabellones, casas habitación, una pulpería y utensilios típicos de la vida minera de inicios de siglo XX.
Tras las experiencia de vida de los mineros, el programa de rescate patrimonial invita a las comunidades educativas y turistas en general a conocer las historias que esconde el chiflón. En el cual, los mineros son los guías que invitan a conocer y profundizar en su antiguo trabajo debajo de la tierra.

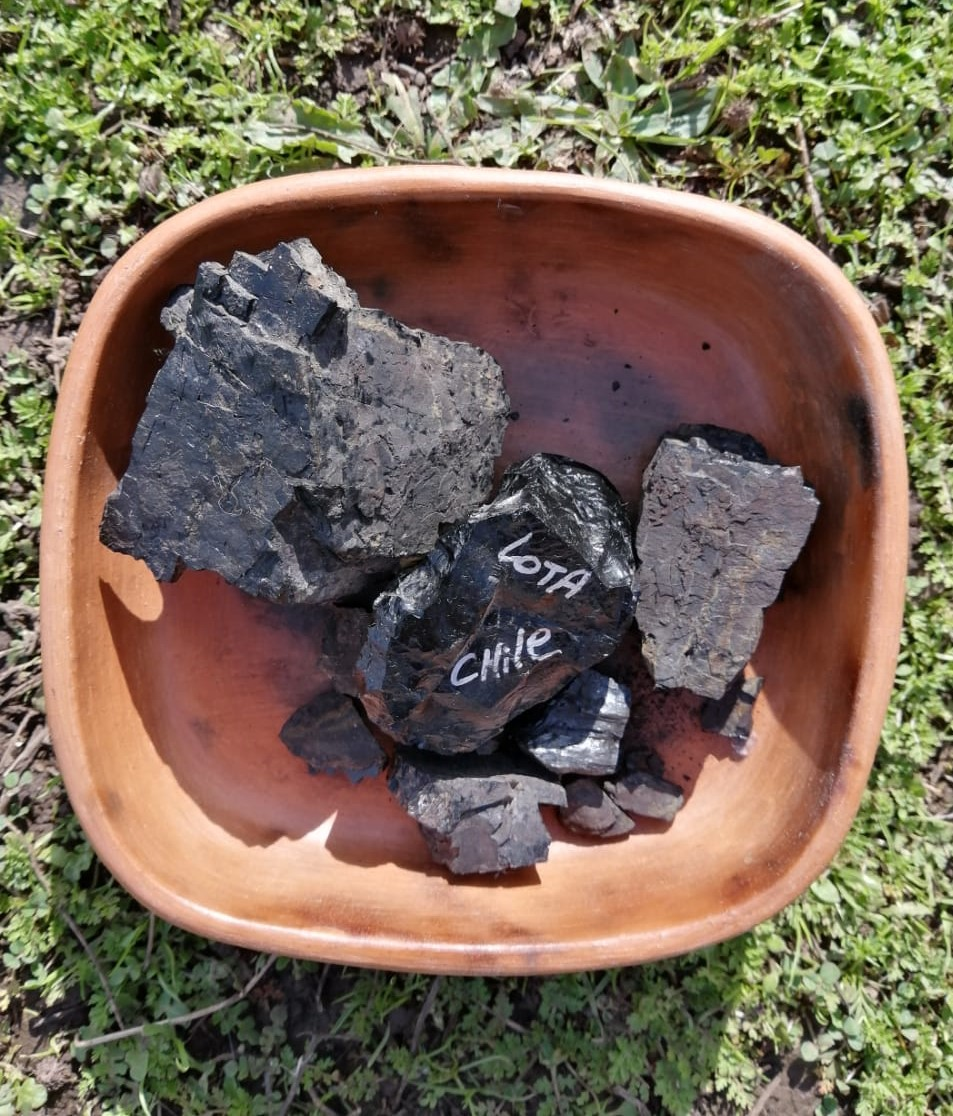
Recuerdo de experiencia dentro de la mina

Esta aventura mísitca finaliza con la entrega de carbón a las y los participantes contribuyendo al tejido social y sentido de pertenencia del patrimonio de la humanidad.

## Monumentos Históricos Nacionales
Durante el 2008, se postula al Parque Isidora Cousiño y al Chiflón del Diablo al Consejo de Monumentos Nacionales para que sean reconocidos como monumentos históricos. Desde ese año, se comienza a trabajar en sus restauraciones y desarrollar su potencial histórico-turístico Archivado el 2 de junio de 2021 en Wayback Machine..Sin embargo, desde 1998 que se está trabajando para categorizar ambos monumentos como patrimonios de la Humanidad y que aún, ningún lotino ni lotina escapa del duelo del cierre

## Patrimonio cultural

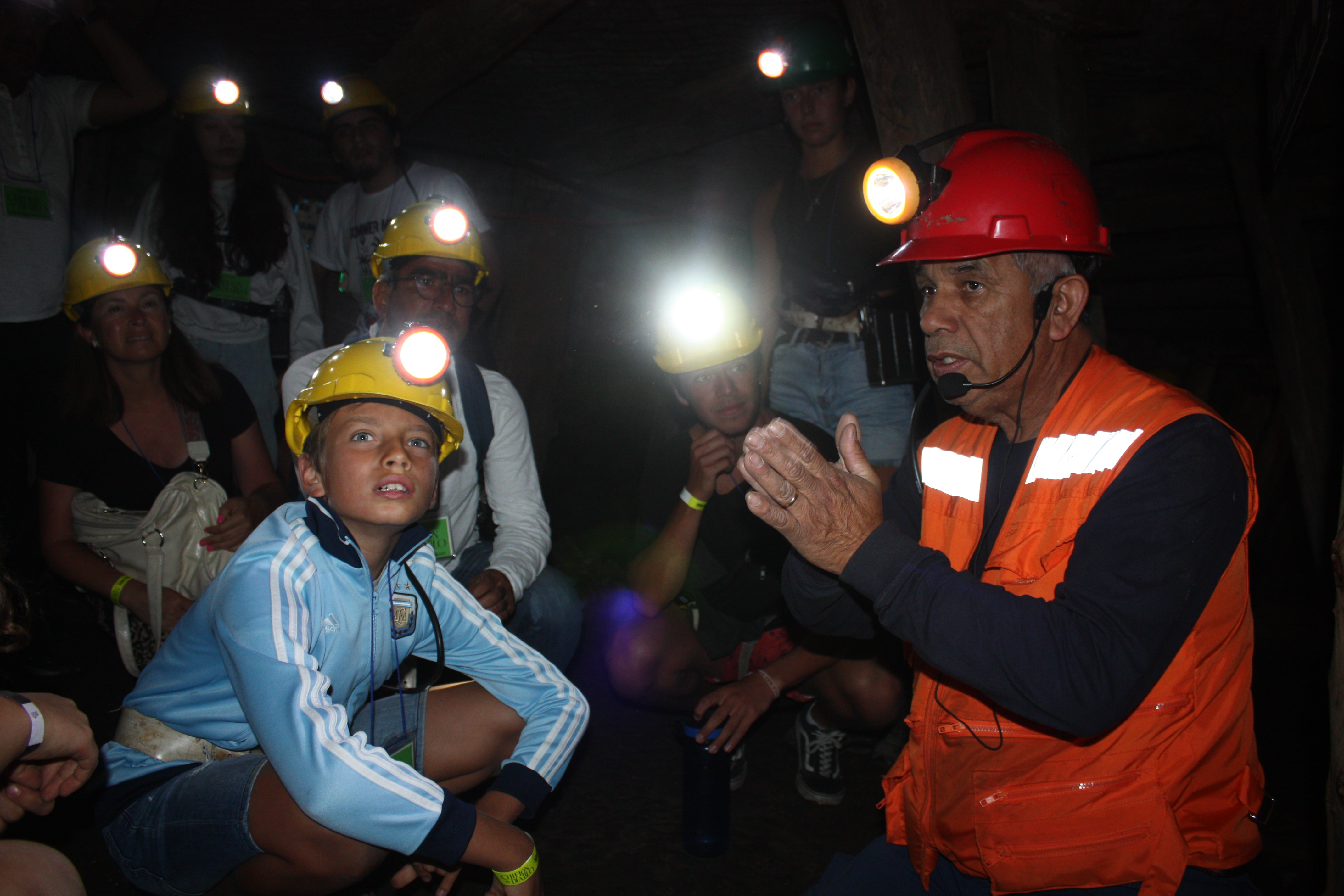
Ex mineros cuentan la historia de la mina de Lota.

La cultura minera pervive tanto en la memoria colectiva como a través del patrimonio arquitectónico existentes en Lota, contribuyendo en la historia minera a partir de los cuentos de Baldomero Lillo y que desde séptimo básico (primaria) es una de las lecturas obligatorias para la educación chilena, por lo cual, se está recogiendo un antiguo anhelo de la comunidad lotina para hacer de su patrimonio un factor clave para potenciar y proyectar su desarrollo turístico. De igual forma se recalca que gracias a la producción del carbón, se desarrollaron las industrias del salitre y del cobre, siendo el combustible de los hornos reverberos que permitió ser una de las comunas más importantes en cuanto a su industria y mantener la economía chilena.
Hay un alto valor y potencia de la cultura lotina, que comprende una dimensión profundamente colectiva y comunitaria. Sin embargo, actualmente es una de las comunas más pobres a nivel nacional y lo cultural pasa a segundo plano. 

## Galería

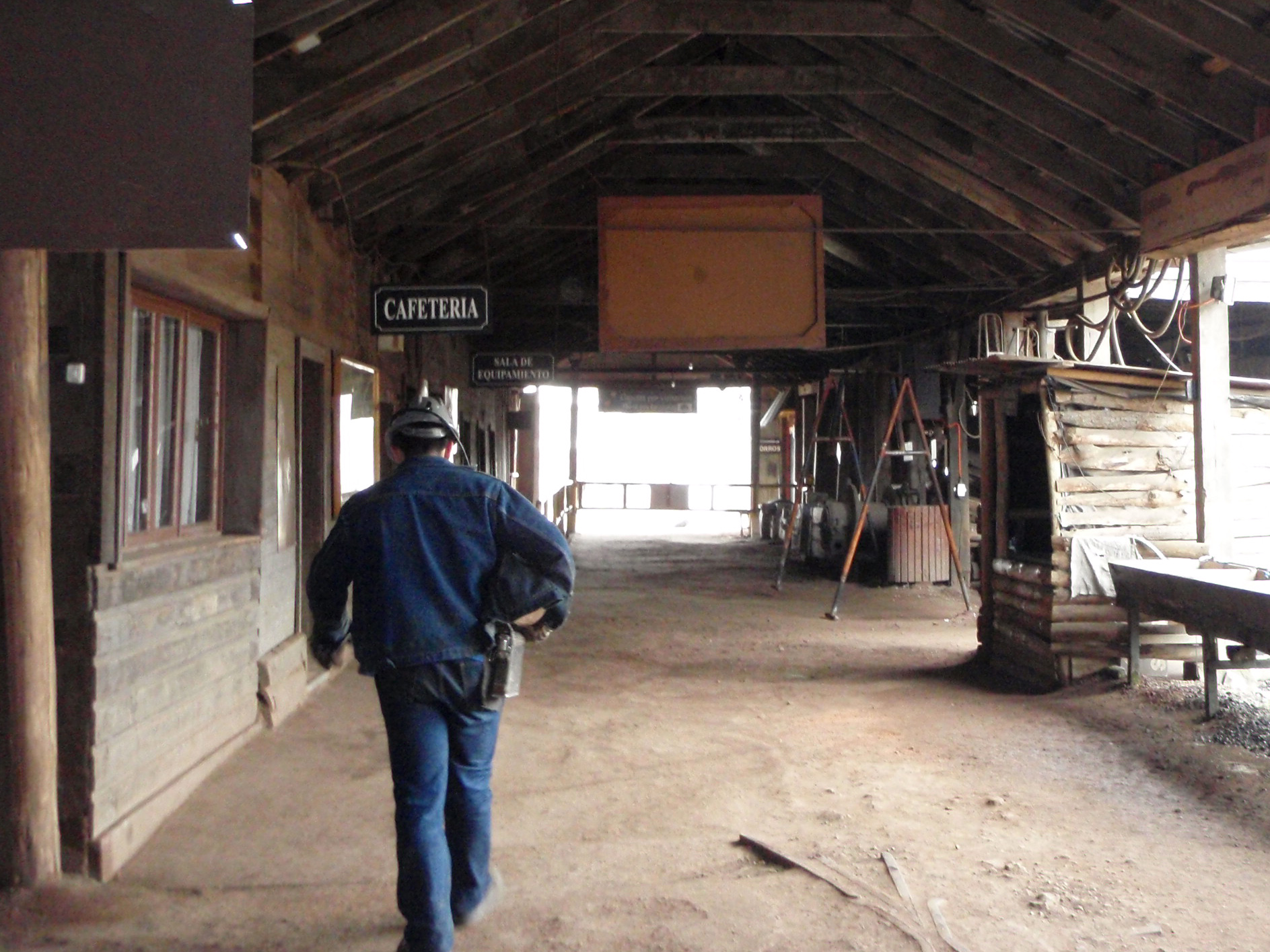
Galpón de acceso
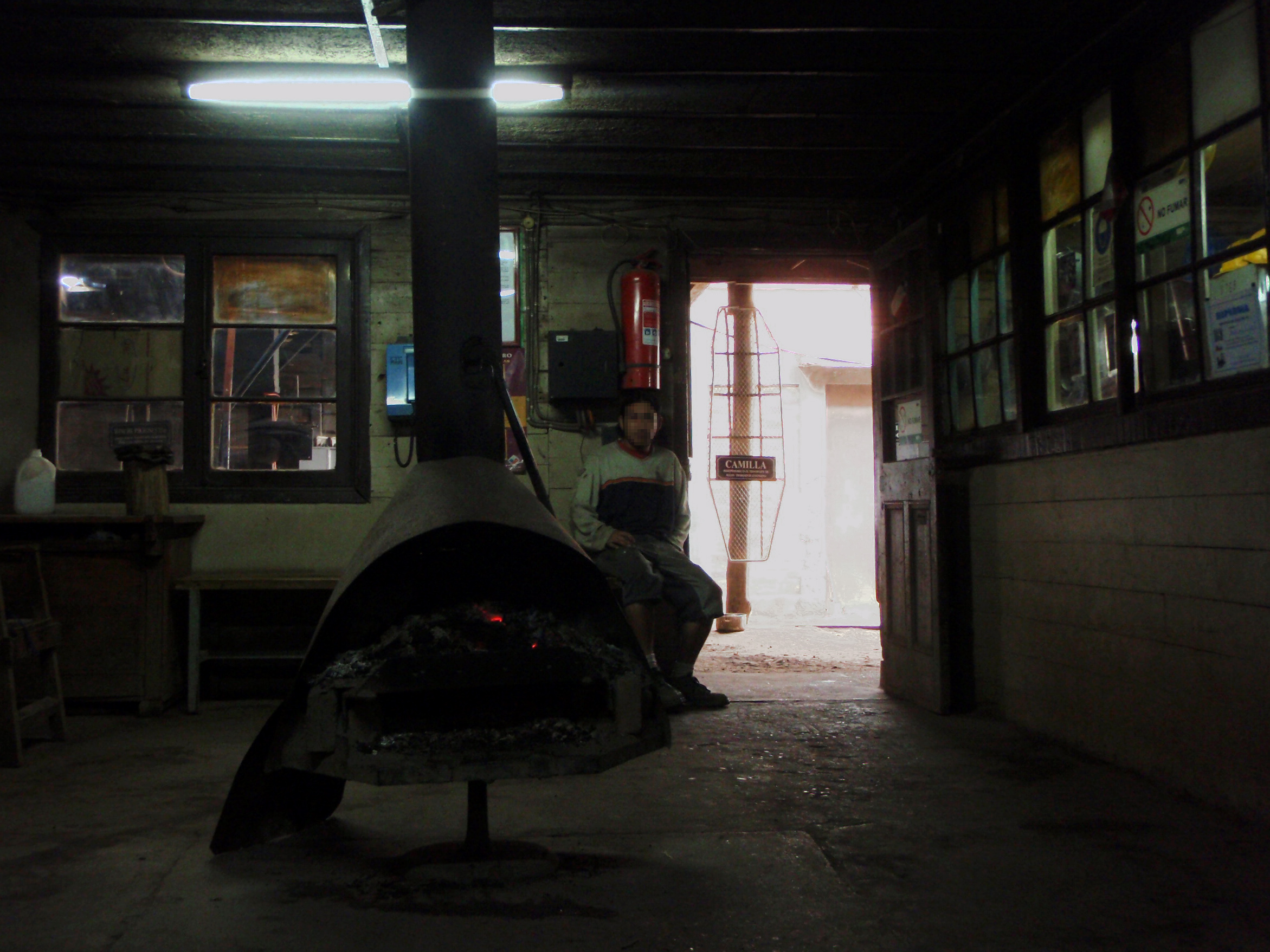
Sala de espera
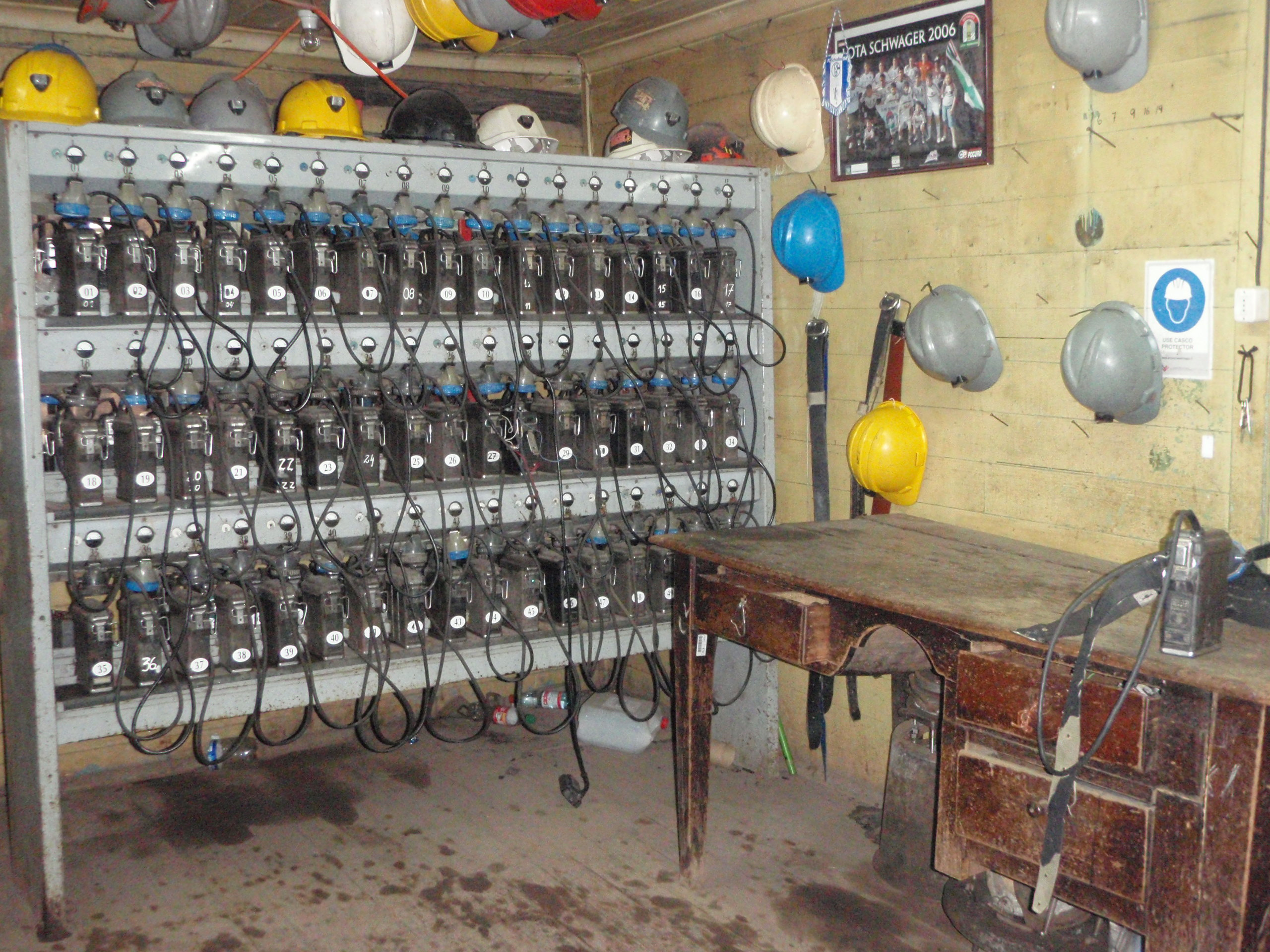
Lamparería
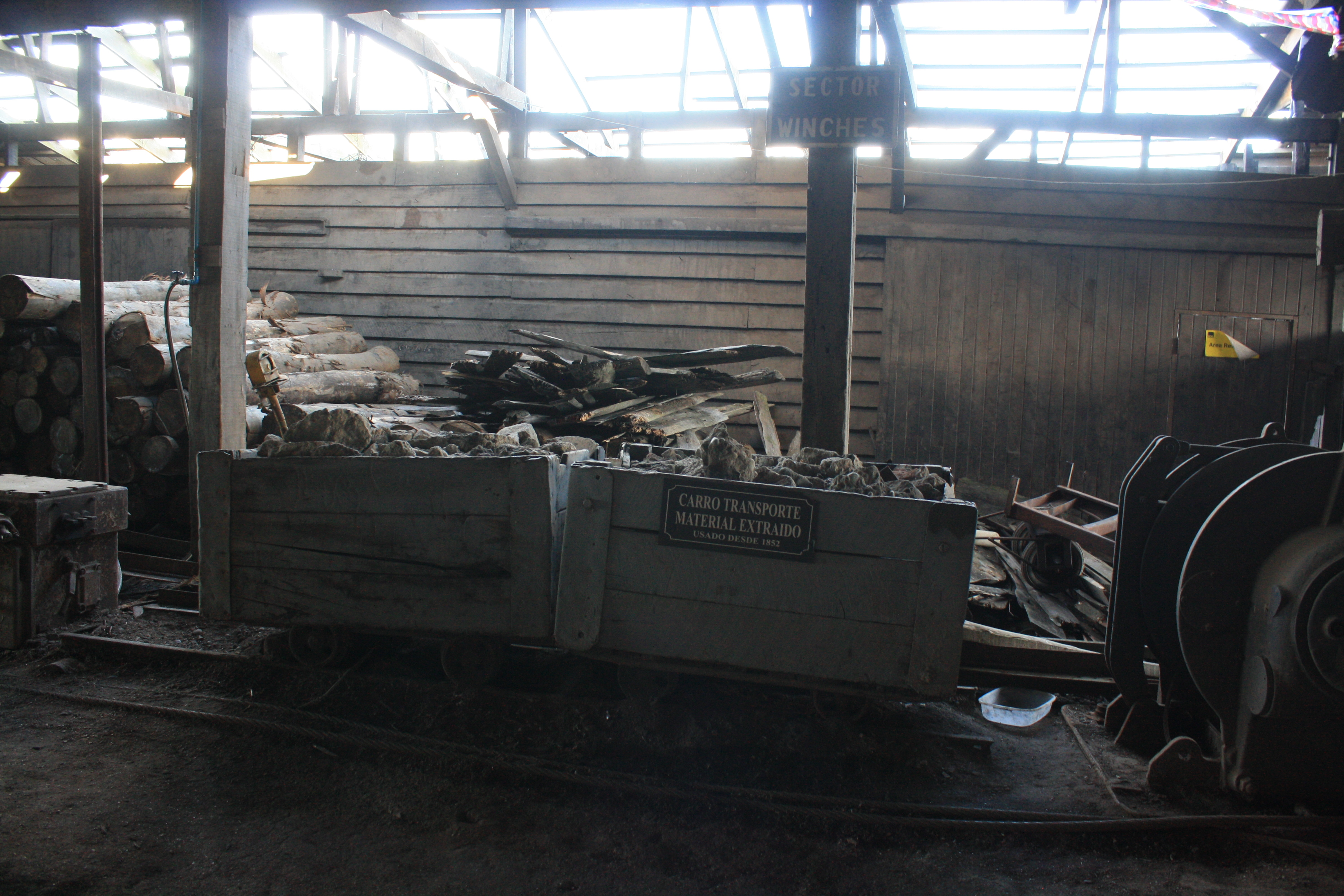
«Sector winches» de la mina
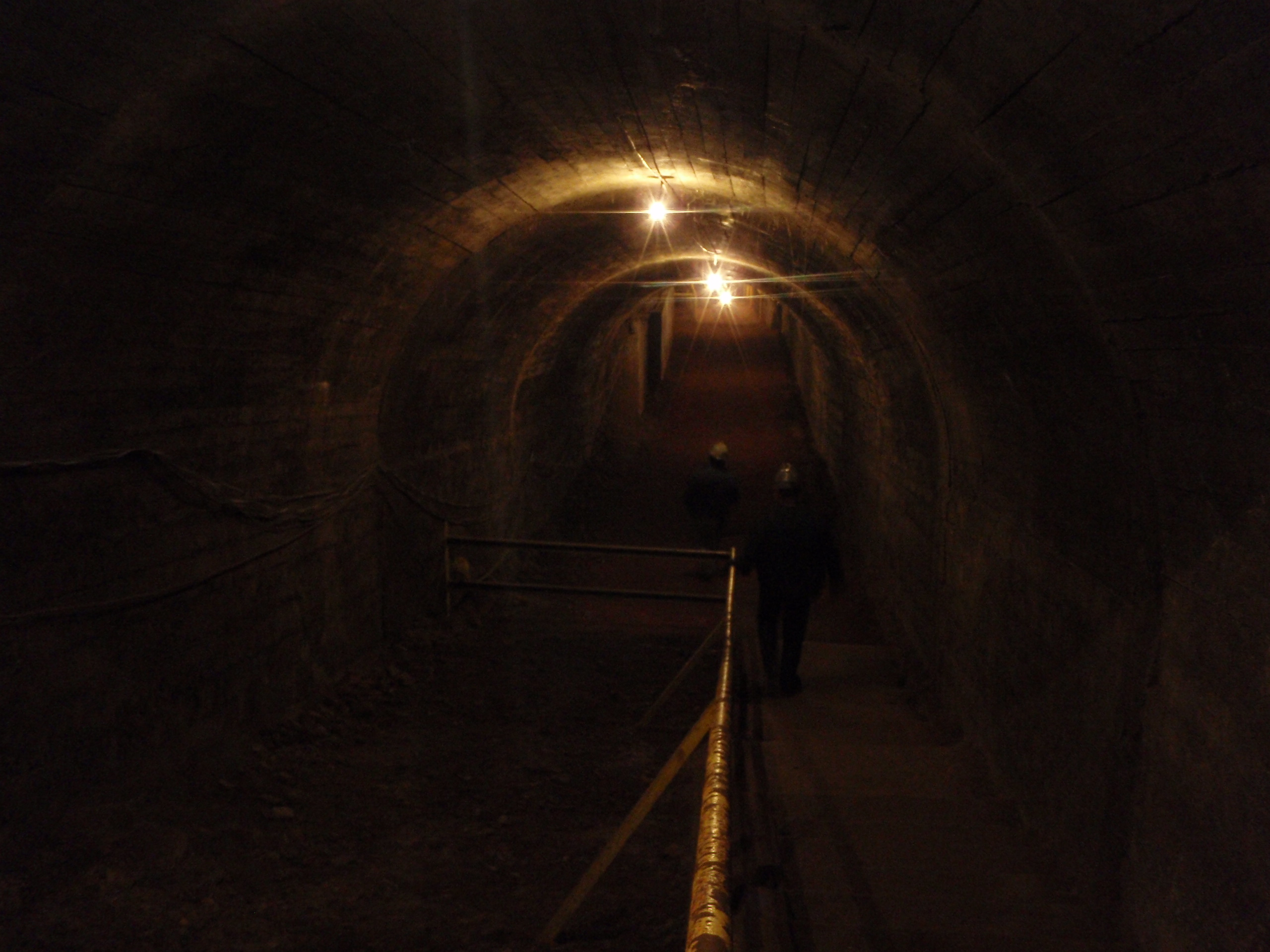
Ingreso al interior de la mina